# Thymus laconicus
Thymus laconicus ist eine Pflanzenart aus der Gattung der Thymiane (Thymus) in der Familie der Lippenblütler.

## Beschreibung
Thymus laconicus ist ein kleiner, rasenbildender Strauch, der bis zu 10 cm hoch wird und an der Basis verholzt. Die blütentragenden Stängeln werden 3 bis 6 cm hoch, ihre Internodien sind deutlich kürzer als die Laubblätter und samtig behaart. Die Laubblätter sind bis zu 11 mm lang und 1,5 mm breit. Sie sind schmal spatelförmig, stumpf oder nahezu stumpf, nach vorn spitz, fein gezähnt, samtig behaart und in der unteren Hälfte bewimpert.
Die Blütenstände sind dichte, langgestreckte Kapitula. Die Tragblätter sind bis zu 12 mm lang und 8 mm breit, eiförmig-elliptisch, fast spitz und etwas purpurn gefärbt. Der Kelch ist 6 bis 8 mm lang, filzig-samitig behaart und die Kelchröhre ist mehr oder weniger zylindrisch. Die Lippen sind länger als die Kelchröhre und die oberen Zähne sind etwa 1,5 cm lang, schmal lanzettlich und bewimpert. Die Krone ist etwa 11 mm lang und pink-purpurn gefärbt.

## Vorkommen und Standorte
Die Art kommt am Kap Malea im Süden Griechenlands vor.